# Kawachinagano
Kawachinagano (japanisch 河内長野市, -shi) ist eine Stadt in der Präfektur Osaka in Japan.

## Geographie
Kawachi-Nagano liegt südöstlich von Osaka und Sakai.

## Geschichte
Die bis dahin bestehende [kreisangehörige/Land-] Stadt Nagano (Nagano-chō) im Kreis Süd-Kawachi (Minami-Kawachi-gun) fusionierte am 1. April 1954 mit den fünf Dörfern Mikkaichi, Kawakami, Amami, Kagata und Takō und wurde kreisfreie Stadt (-shi). Zur klaren Unterscheidung von der bereits seit 1897 bestehenden Nagano-shi in der Provinz Shinano/Präfektur Nagano wurde dabei dem Ortsnamen der antike Provinzname Kawachi vorangestellt. Kawachi-Nagano war die 18. kreisfreie Stadt in Osaka mit damals rund 31.000 Einwohnern.

## Sehenswürdigkeiten

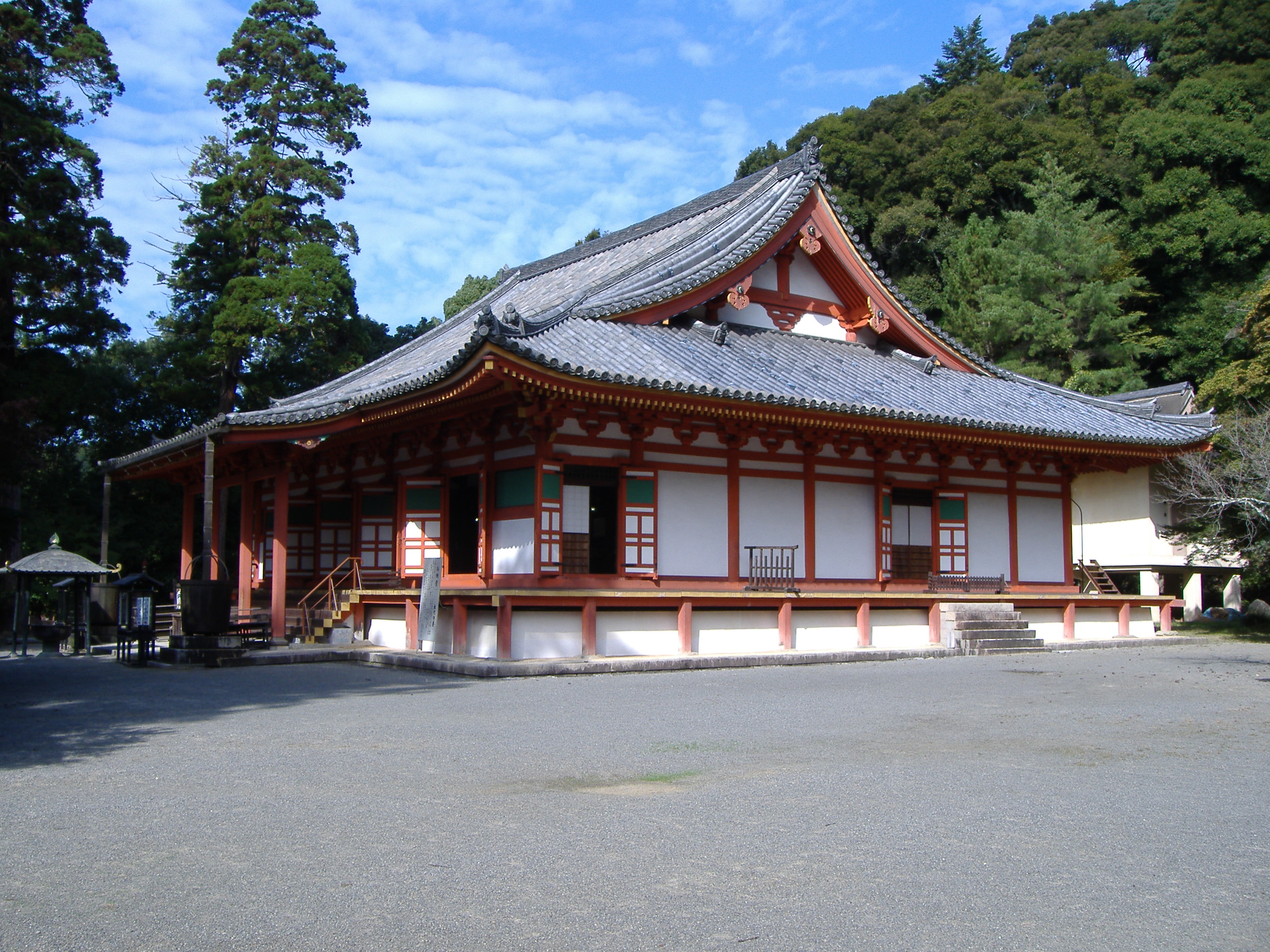
Kanshin-ji

- Ebōshigata-Hachiman-Schrein (烏帽子形八幡神社, Ebōshigata-Hachiman-jinja),
- Kanshin-ji (観心寺)
- Kongō-ji (金剛寺)
- Seishō-ji (盛松寺)
- Nagano-Park (長野公園, Nagano-kōen)
- Präfektur-Blumenkulturpark (大阪府立花の文化園, Ōsaka-furitsu hana no bunkaen)
- Tera-ga-ike (寺ヶ池, dt. Tempelteich)
- Takihata-Damm (滝畑ダム, Takihata-damu)

## Verkehr
- Zug:
  - Nankai Kōya-Linie
  - Kintetsu Nagano-Linie
- Straße:
  - Nationalstraße 170,310,371

## Angrenzende Städte und Gemeinden

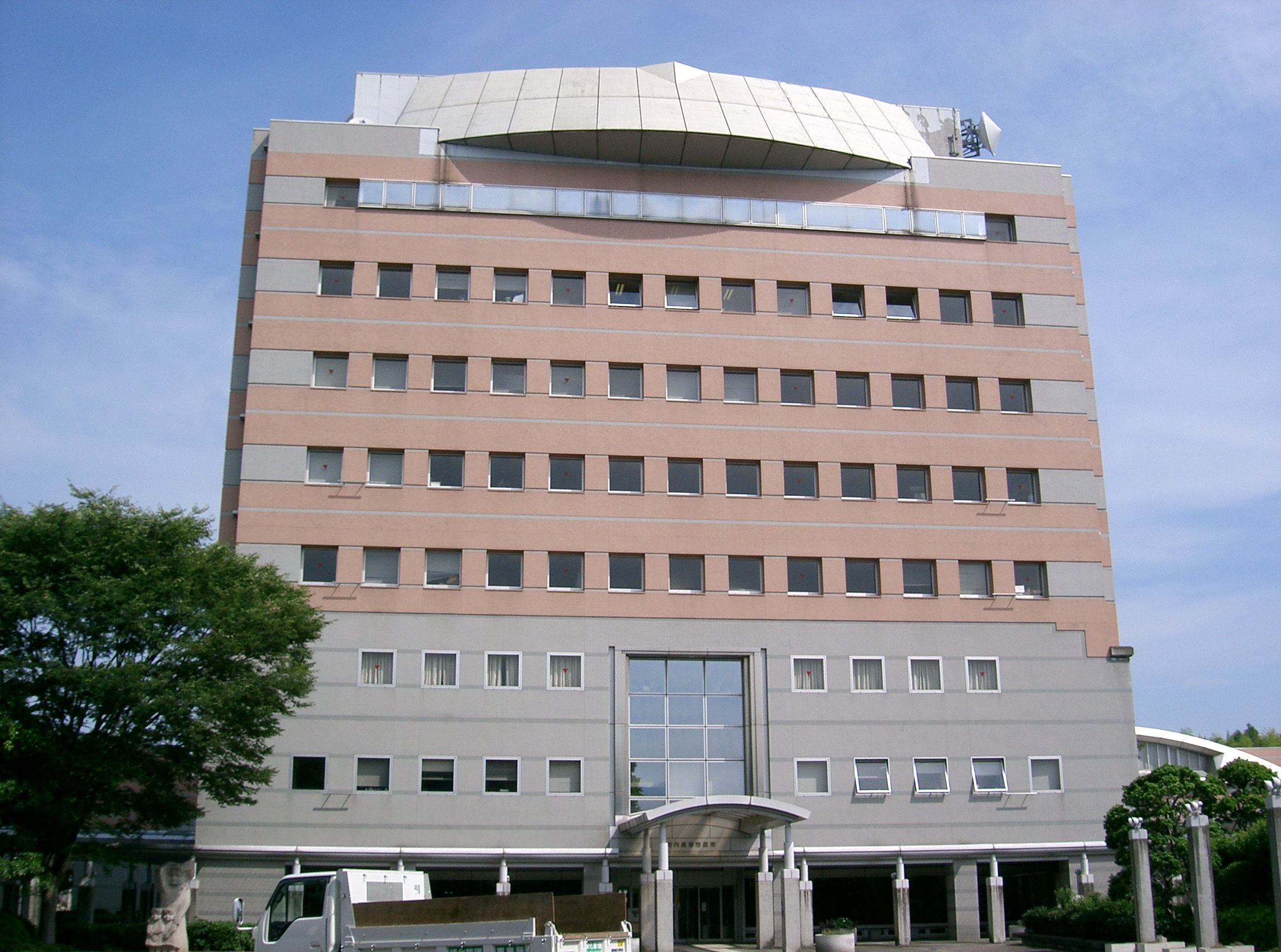
Rathaus von Kawachinagano

- Präfektur Osaka
  - Sakai
  - Izumi
  - Ōsakasayama
  - Tondabayashi
  - Chihaya-Akasaka
- Präfektur Nara
  - Gojō
- Präfektur Wakayama
  - Hashimoto
  - Katsuragi

## Persönlichkeiten
- Reiya Morishita (* 1998), Fußballspieler